# Cubillinos-Posadina
Es una Entidad Local Menor del municipio leonés de Cubillos del Sil en la comarca de El Bierzo.
Cubillines se encuentra a 1,5 km de Cubillos del Sil y Posadina a 0,7.

## Demografía
Según el INE, en 2016 cuenta con una población de 37 habitantes, correspondiendo 11 a Cubillines y 26 a Posadina.

## Junta Vecinal
Como la mayoría de los antiguos concejos leoneses cuenta con una Junta Vecinal, integrada por un presidente y dos vocales, como órgano de administración de su patrimonio comunal. Su actual Presidenta es Lucía Reguera Álvarez del PSOE.